# باب مایتلند
باب مایتلند (انگلیسی: Bob Maitland; ۳۱ مارس ۱۹۲۴ – ۲۶ اوت ۲۰۱۰) دوچرخه‌سوار اهل بریتانیا بود.
وی در مسابقات کشوری و بین‌المللی در مجموع برندهٔ ۱ مدال نقره شده‌است.